# Arthur Omar
Arthur Omar de Noronha Squeff (Poços de Caldas, 1948), é um artista brasileiro contemporâneo. Trabalha com fotografia, cinema, instalações e artes plásticas. Foi considerado, nos anos 80, um dos primeiros artistas no Brasil a lidar com novas mídias, como o vídeo.

## Biografia
“Nada pode parar o fluxo de imagens, palavras, sons e ideias contidos numa obra de Arthur Omar.”

— Paulo Herkenhoff
Arthur Omar é um artista brasileiro múltiplo, com presença de destaque em várias áreas da produção artística contemporânea. Realizou o longa-metragem  Triste Trópico em 1974 e mais de 30 filmes e vídeos.
Trabalha com cinema, vídeo, fotografia, instalações, música, poesia, desenho, além de ensaios e reflexões teóricas sobre o processo de criação e a natureza da imagem. Em todos os campos, Arthur Omar introduziu novas maneiras de pensar, e contribuições radicais a uma renovação das linguagens e das técnicas.
Temas como o êxtase estético, a violência sensorial e social e a construção de metáforas visuais marcam toda sua obra, voltada para busca de uma nova iconografia da realidade brasileira. Documentário experimental, fotografia, vídeo-arte, moda, filme de ficção e vídeo-instalações, suas imagens migram e se transformam através dos meios, suportes, linguagens.
Em 1999, teve retrospetiva completa de sua obra em filme e vídeo no MOMA, Museu de Arte Moderna de Nova York, e em 2001 no Centro Cultural Banco do Brasil (CCBB) do Rio e de São Paulo.
Na Bienal de São Paulo de 1997, apresentou a instalação fotográfica Antropologia da Face Gloriosa, painel com 99 fotografias preto e branco em grande formato, parte da um estudo do rosto e do êxtase fotográfico como dimensão transcendental, série hoje reconhecida como um clássico da fotografia brasileira. Algumas dessas imagens vão dar origem a atual  série colorida  A Pele Mecânica.
Foi destaque na  Bienal de São Paulo de 2002 com a série Viagem ao Afeganistão, conjunto de 30 fotografias em grandes dimensões compondo paisagens paradoxais e perspetivas impossíveis, onde as imagens realizadas na zona de catástrofe, entre Cabul e Bamyan, desconstroem o olhar jornalístico, apontando para um realismo pós-contemporâneo.
Em 2001 foi premiado por duas exposições individuais pela Associação Paulista de Críticos de Arte: O Esplendor dos Contrários (Centro Cultural Banco do Brasil-SP), série de fotografias de paisagens amazônicas, em que reinventa o espaço e a luz e trabalha com efeitos em 3D e a exposição Frações da Luz (Galeria Nara Roesler), série de caixas de luz em que explora a serialidade e a luminosidade "interna" de imagens vindas de diferentes suportes.
Sua produção contemporânea em vídeo traz uma linguagem extremamente sofisticada, com a criação de metáforas visuais e relações inusitadas entre imagens e sons (Atos do Diamante, Pânico Sutil, A Lógica do Êxtase e o longa-metragem em vídeo Sonhos e Histórias de Fantasmas, com desdobramentos no campo das vídeo-instalações, suporte para o qual desenvolveu uma linguagem própria de forte impacto sensorial e marcada pela imersão do espetador (Inferno, Fluxos).
Publicou os livros de fotografias Antropologia da Face Gloriosa, O Zen e a Arte Gloriosa da Fotografia, e O Esplendor dos Contrários . A Lógica do Êxtase é o livro de referência sobre sua obra em filme e vídeo. Participa de mostras de Arte dentro e fora do Brasil: Bienal de Valência 2000, Bienal do Mercosul 1999, Bienal de Havana em 2000, Babel-Museu de Arte Contemporânea da Coreia 2002, ARCO 2000 e 2003, Foto Arte Brasília 2003, e LisboaPhoto 2003, onde ocupou a totalidade do Pavilhão de Portugal da Expo com uma grande retrospetiva de suas fotografias em preto e branco.
É casado com a curadora, professora, ensaísta e apresentadora de TV Ivana Bentes.